# 織田信方
織田 信方（おだ のぶかた）は、江戸時代中期の大名。大和国柳本藩の第7代藩主。通称は吉次郎、監物。官位は従五位下・下野守。尚長流織田家7代。

## 生涯
大和国内で300石を領有する旗本・織田信清の三男として江戸にて誕生した。生家は、織田信雄の子孫である宇陀松山藩織田家の分家である。
享保11年（1726年）8月16日、先代藩主・秀行の末期養子として家督を相続する。同年8月18日、8代将軍・徳川吉宗に御目見する。同年12月16日、従五位下下野守に叙任する。享保18年（1733年）4月26日、織田信長の居城であった安土城跡を訪れる。元文元年（1736年）5月4日、駿府加番を命じられた。
寛保元年（1741年）8月13日、死去。享年31。墓所は奈良県天理市柳本の専行院。法号は峯徳院殿普光宗智大居士。

## 系譜
子女は7男4女。
- 父：織田信清
- 母：不詳
- 正室：春光院 - 土方豊義の娘
  - 五男：織田長恒
- 側室：あり
  - 長男：織田秀賢
- 生母不明の子女
  - 四男：織田長賢
  - 女子：旭仙院 - 松平定静正室